# Number Our Days
Number Our Days ist ein US-amerikanischer Dokumentar-Kurzfilm von Lynne Littman aus dem Jahr 1976. Er dokumentiert die Forschungen der Anthropologin Barbara Myerhoff im jüdischen Seniorenzentrum in Venice, einem Küstenstadtteil von Los Angeles. Der Film gilt als wegweisender Beitrag zur visuellen Anthropologie. Er erhielt einen Oscar als bester Dokumentar-Kurzfilm.

## Inhalt
Der Film begleitet eine Gruppe von Menschen über 80 Jahren, die sich täglich im Aliyah Senior Citizens’ Center in Venice treffen. Er dokumentiert ihren Alltag, insbesondere ihre religiösen und weltlichen Rituale. Der Film zeigt anhand von Szenen aus dem gemeinsamen Alltagsleben die Freude der Gemeinschaft an ihren im osteuropäischen Judentum verwurzelten Traditionen, aber auch ihre Angst vor Angriffen. So verlegte die Gemeinde die gemeinsame Feier des Schabbat auf den Freitagnachmittag vor, damit alle noch sicher im Hellen nach Hause gehen können. In individuellen Interviews sprechen einige der Gemeindemitglieder über das Alter, den Tod, Einsamkeit, Familie und Freundschaften und ihre Flucht- und Migrationsgeschichten aus Europa. Barbara Myerhoff ist als Kommentatorin zu hören und analysiert das Geschehen in Interviews mit Lynne Littman in ihrem Büro.

## Hintergrund
Nach ihrer Doktorarbeit über die Rituale der Huicholen in Mexiko beschloss Barbara Myerhoff, sich dem Studium ihrer eigenen Kultur zuzuwenden, auch weil indigene Gruppen um diese Zeit begannen, den exotisierenden Umgang der Anthropologie mit ihren Kulturen öffentlich zu kritisieren. Myerhoff verwarf ihren Plan, ein Forschungsprojekt zur Chicano-Kultur in Kalifornien zu beginnen, denn auch dort war sie aufgefordert worden, doch stattdessen ihre eigene Kultur zu studieren. So entwickelte sie eines der ersten anthropologischen Forschungsprojekte zur jüdischen Bevölkerung US-amerikanischer Großstädte. Im jüdischen Seniorenzentrum von Venice in der Nachbarschaft ihres Instituts an der University of Southern California fand sie eine Gruppe Freiwilliger, die sie zwei Jahre lang begleitete. Daraus entstanden der Film Number Our Days und ein gleichnamiges Buch. Myerhoff sah ihr Projekt in der Tradition des Regisseurs Jean Rouch als eine wechselseitige Erfahrung: Die alten Menschen des Gemeindezentrums waren für sie keine bloßen Studienobjekte, sondern kamen mit ihr zu gemeinsamen Erkenntnissen. Myerhoff, die in einem säkularen jüdischen Umfeld aufgewachsen war und – zum Entsetzen der Mitglieder des Gemeindezentrums – weder Hebräisch noch Jiddisch sprach, näherte sich durch ihre Arbeit auch ihrer eigenen Familiengeschichte an. Myerhoff reflektierte ihren Ansatz später in zwei Aufsätzen, “Life Not Death in Venice”: Its Second Life (1987) und Surviving Stories. Reflections on Number Our Days (1988).
Der Titel des Films ist dem Psalm 90 entlehnt. Barbara Myerhoff und Lynne Littman widmeten den Film ihren Großmüttern.
Das Academy Film Archive der Academy of Motion Picture Arts and Sciences nahm Number Our Days 2007 in sein Archiv auf.

## Auszeichnungen und Rezeption
Number Our Days wurde bei der Oscarverleihung 1977 als bester Bester Dokumentar-Kurzfilm ausgezeichnet.
Der Film wurde auch in der Fachwelt beachtet und überwiegend positiv rezensiert. Die Folkloristin Eleanor Wachs nannte ihn einen exzellenten Film, dessen Stärke es sei, Vorurteile über alte Menschen auszuräumen und Vorbilder für das eigene Alter zu schaffen. Die Anthropologin Riv-Ellen Prell lobte den Filmschnitt, der den Film hervorragend strukturiere. Dem Film gelinge es durch seine Dokumentation individueller Fälle zu allgemeingültigen Aussagen zu gelangen. Der Folklorist Larry Danielson kritisierte zwar, dass der Film emotionale Momente seiner Meinung nach effekthascherisch ausbeute und damit der Qualität der Dokumentation schade. Immerhin lege Myerhoff aber ihre emotionale Teilhabe am Geschehen offen. Insgesamt sei der Film dennoch eine wertvolle ethnographische und folkloristische Studie. Myerhoffs Bedeutung für die Anthropologie liegt sowohl in ihrer Weiterentwicklung der visuellen Anthropologie als auch in ihrer kritischen Auseinandersetzung mit ihrem Verhältnis als Forscherin zu der von ihr erforschten Bevölkerungsgruppe.

## Buch und Theateradaption
Für ihr Buch, das zwei Jahre nach dem Film unter demselben Titel erschien, erhielt Barbara Myerhoff mehrere Auszeichnungen. Ein auf dem Film und Buch basierendes Theaterstück von Suzanne Grossmann wurde 1981 unter der Regie von John Hirsch im Mark Taper Forum in Los Angeles uraufgeführt.